# Coscinoptera
Coscinoptera is een geslacht van kevers uit de familie bladkevers (Chrysomelidae).
De wetenschappelijke naam van het geslacht werd in 1848 gepubliceerd door Jean Théodore Lacordaire.

## Soorten
- Coscinoptera panochensis Gilbert, 1981
- Coscinoptera wilcoxi Moldenke, 1981